# Akdalima vomeroi
Akdalima vomeroi is een hooiwagen uit de familie Samoidae. De wetenschappelijke naam van Akdalima vomeroi gaat terug op Silhavý.